# Sainte-Vertu
Sainte-Vertu é uma comuna francesa na região administrativa de Borgonha-Franco-Condado, no departamento de Yonne. Estende-se por uma área de 14 km². Em 2010 a comuna tinha 87 habitantes (densidade: 6,2 hab./km²).